# Campeonato Mundial de Atletismo Sub-20 de 2016 - 200 m masculino
A prova dos 200 metros rasos masculino do Campeonato Mundial de Atletismo Sub-20 de 2016 ocorreu entre os dias 21 e 22 de julho, em Bydgoszcz, na Polônia. 

## Recordes
Antes desta competição, os recordes mundiais e do campeonato nesta prova eram os seguintes:
|     | Nome        | Nacionalidade  | Tempo | Local      | Data                |
| --- | ----------- | -------------- | ----- | ---------- | ------------------- |
| WJR | Usain Bolt  | Jamaica        | 19.93 | Devonshire | 11 de abril de 2004 |
| CR  | Andrew Howe | Itália         | 20.28 | Grosseto   | 16 de julho de 2004 |
| WJL | Noah Lyles  | Estados Unidos | 20.09 | Eugene     | 9 de julho de 2016  |

Os seguintes recordes mundiais ou do campeonato foram estabelecidos durante esta competição: 
| Data        | Evento | Nome               | Nacionalidade  | Tempo | Notas                 |
| ----------- | ------ | ------------------ | -------------- | ----- | --------------------- |
| 22 de julho | Final  | Michael Norman Jr. | Estados Unidos | 20.17 | Recorde do campeonato |

## Medalhistas
| Ouro                     | Prata                   | Bronze            |
| Michael Norman Jr. (USA) | Tlotliso Leotlela (RSA) | Nigel Ellis (JAM) |

## Cronograma
Todos os horários são locais (UTC+1).
| Data        | Hora  | Evento        |
| ----------- | ----- | ------------- |
| 21 de julho | 11:30 | Eliminatórias |
| 21 de julho | 18:30 | Semifinal     |
| 22 de julho | 21:30 | Final         |

## Resultados

### Eliminatórias
Qualificação: Os 4 primeiros de cada bateria (Q) e os 4 tempos mais rápidos (q). 
| Posição | Bateria | Atleta                | Nacionalidade     | Tempo | Notas           |
| ------- | ------- | --------------------- | ----------------- | ----- | --------------- |
| 1       | 4       | Clarence Munyai       | África do Sul     | 20.40 | Q               |
| 2       | 3       | Tlotliso Leotlela     | África do Sul     | 20.63 | Q               |
| 3       | 3       | Roger Gurski          | Alemanha          | 20.73 | Q,              |
| 4       | 5       | Michael Norman Jr.    | Estados Unidos    | 20.74 | Q               |
| 5       | 4       | Cameron Tindle        | Grã-Bretanha      | 20.78 | Q,              |
| 6       | 2       | Ryan Gorman           | Grã-Bretanha      | 20.84 | Q,              |
| 7       | 3       | Akanni Hislop         | Trinidad e Tobago | 20.87 | Q,              |
| 8       | 2       | Nigel Ellis           | Jamaica           | 20.87 | Q               |
| 9       | 4       | Jun Yamashita         | Japão             | 20.89 | Q,              |
| 10      | 4       | Mathias Hove Johansen | Noruega           | 21.00 | Q,              |
| 11      | 1       | Vladislav Grigoryev   | Cazaquistão       | 21.02 | Q               |
| 12      | 1       | Yang Chun-han         | Taipé Chinesa     | 21.11 | Q               |
| 13      | 4       | Marcus Tornée         | Suécia            | 21.19 | q,              |
| 14      | 1       | Micaiah Harris        | Estados Unidos    | 21.19 | Q               |
| 15      | 2       | Emmanuel Arowolo      | Nigéria           | 21.20 | Q               |
| 16      | 5       | Coull Graham          | Antígua e Barbuda | 21.31 | Q               |
| 17      | 5       | Hamish Gill           | Nova Zelândia     | 21.33 | Q               |
| 18      | 2       | Samson Colebrooke     | Bahamas           | 21.35 | Q               |
| 19      | 2       | Ko Seung-hwan         | Coreia do Sul     | 21.35 | q               |
| 20      | 4       | Trae Williams         | Austrália         | 21.40 | q               |
| 21      | 1       | Wataru Inuzuka        | Japão             | 21.41 | Q               |
| 22      | 5       | Vinicius Moraes       | Brasil            | 21.46 | Q               |
| 23      | 1       | Moffat Ngari Wanjiru  | Quênia            | 21.47 | q               |
| 24      | 2       | Moussa Ali Issa       | Bahrein           | 21.53 |                 |
| 25      | 3       | Xholani Talane        | Botswana          | 21.64 | Q               |
| 26      | 5       | Dániel Szabó          | Hungria           | 21.78 |                 |
| 27      | 1       | Lee Gyu-hyeong        | Coreia do Sul     | 21.84 |                 |
| 28      | 3       | Ezequiel Suárez       | Porto Rico        | 21.93 |                 |
| 29      | 4       | Kentoine Browne       | Barbados          | 22.00 |                 |
| 30      | 2       | Dicki-Terry Mael      | Vanuatu           | 22.06 | NJR             |
| 31      | 1       | Mahmoud El Daou       | Líbano            | 22.39 |                 |
| 32      | 1       | Jessy Franco          | Gibraltar         | 22.44 |                 |
| 33      | 3       | Pascual Ochaga        | Guiné Equatorial  | 24.70 | Recorde pessoal |
| 34      | 5       | Loïc Prevot           | França            | DNF   |                 |
| 34      | 3       | Hujaye Cornwall       | Jamaica           | DSQ   | R163.3(a)       |
| 35      | 2       | Arturo Deliser        | Panamá            | DNS   |                 |
| 35      | 3       | Mohamed Fares Jlassi  | Tunísia           | DNS   |                 |
| 35      | 5       | Mario Burke           | Barbados          | DNS   |                 |

### Semifinal
Qualificação: Os 2 primeiros de cada bateria (Q) e os 2 tempos mais rápidos (q). 
| Posição | Bateria | Atleta                | Nacionalidade     | Tempo | Notas           |
| ------- | ------- | --------------------- | ----------------- | ----- | --------------- |
| 1       | 1       | Clarence Munyai       | África do Sul     | 20.54 | Q               |
| 2       | 3       | Tlotliso Leotlela     | África do Sul     | 20.58 | Q               |
| 3       | 1       | Roger Gurski          | Alemanha          | 20.64 | Q,              |
| 4       | 1       | Jun Yamashita         | Japão             | 20.67 | q,              |
| 5       | 2       | Michael Norman Jr.    | Estados Unidos    | 20.71 | Q               |
| 5       | 1       | Cameron Tindle        | Grã-Bretanha      | 20.71 | q               |
| 7       | 3       | Nigel Ellis           | Jamaica           | 20.78 | Q               |
| 8       | 2       | Yang Chun-han         | Taipé Chinesa     | 20.90 | Q               |
| 9       | 2       | Ryan Gorman           | Grã-Bretanha      | 20.91 |                 |
| 10      | 1       | Micaiah Harris        | Estados Unidos    | 20.97 |                 |
| 11      | 3       | Vladislav Grigoryev   | Cazaquistão       | 21.08 |                 |
| 12      | 3       | Emmanuel Arowolo      | Nigéria           | 21.16 |                 |
| 13      | 2       | Mathias Hove Johansen | Noruega           | 21.19 |                 |
| 14      | 2       | Coull Graham          | Antígua e Barbuda | 21.24 | Recorde pessoal |
| 15      | 1       | Vinicius Moraes       | Brasil            | 21.25 |                 |
| 16      | 3       | Samson Colebrooke     | Bahamas           | 21.30 | Recorde pessoal |
| 17      | 3       | Wataru Inuzuka        | Japão             | 21.40 |                 |
| 18      | 1       | Xholani Talane        | Botswana          | 21.40 |                 |
| 19      | 1       | Moffat Ngari Wanjiru  | Quênia            | 21.48 |                 |
| 20      | 2       | Hamish Gill           | Nova Zelândia     | 21.49 |                 |
| 21      | 3       | Trae Williams         | Austrália         | 21.49 |                 |
| 22      | 2       | Ko Seung-hwan         | Coreia do Sul     | 21.50 |                 |
| 23      | 2       | Marcus Tornée         | Suécia            | 21.70 |                 |
| 24      | 3       | Akanni Hislop         | Trinidad e Tobago | DNF   |                 |

### Final
A prova final foi realizada no dia 22 de julho às 21:30.  
| Posição           | Raia | Atleta             | Nacionalidade  | Tempo | Notas                 |
| ----------------- | ---- | ------------------ | -------------- | ----- | --------------------- |
| Medalha de ouro   | 6    | Michael Norman Jr. | Estados Unidos | 20.17 | Recorde do campeonato |
| Medalha de prata  | 5    | Tlotliso Leotlela  | África do Sul  | 20.59 |                       |
| Medalha de bronze | 8    | Nigel Ellis        | Jamaica        | 20.63 |                       |
| 4                 | 4    | Clarence Munyai    | África do Sul  | 20.77 |                       |
| 5                 | 9    | Yang Chun-han      | Taipé Chinesa  | 20.81 |                       |
| 6                 | 7    | Roger Gurski       | Alemanha       | 20.81 |                       |
| 7                 | 3    | Cameron Tindle     | Grã-Bretanha   | 20.82 |                       |
| 8                 | 2    | Jun Yamashita      | Japão          | 20.94 |                       |

Legenda
| Recorde mundial       | Recorde mundial (World record)               |                       | Recorde africano                      | Recorde africano (African) |                                           | Q | Classificado por posição (Qualified) |
| Recorde do campeonato | Recorde do campeonato (Championship record)  | Recorde da América    | Recorde da América (Americas)         | q                          | Classificado por melhor tempo (Qualified) |   |                                      |
| Melhor marca do ano   | Melhor marca do ano (World leading)          | Recorde asiático      | Recorde asiático (Asian)              | DNS                        | Não largou (Did not start)                |   |                                      |
| Recorde nacional      | Recorde nacional (National record)           | Recorde europeu       | Recorde europeu (European)            | DNF                        | Não terminou (Did not finish)             |   |                                      |
| Recorde pessoal       | Recorde pessoal do atleta (Personal best)    | Recorde da Oceania    | Recorde da Oceania (Oceania)          | DSQ / DQ                   | Desclassificado (Disqualified)            |   |                                      |
| Recorde da temporada  | Recorde da temporada do atleta (Season best) | Recorde sul-americano | Recorde sul-americano (South America) | NM                         | Sem marca (No mark)                       |   |                                      |